# Ombla
Ombla ili Rijeka dubrovačka je hrvatski krški fenomen i rijeka ponornica, te spada u rijeke Jadranskog sliva.

## Zemljopisni položaj
Izvor rijeke Omble se nalazi sjevero-zapadno i oko 5 kilometara daleko od Dubrovnika, u mjestu Komolcu, podno stijene poznatije kao Golubov kamen.

## Povijest
S izvora rijeke Omble grad Dubrovnik se još od vremena Dubrovačke Republike, kad je 1438. godine izgrađen i pušten u pogon prvi dubrovački vodovod, napajao vodom za piće.
Tijekom 15. stoljeća na izvoru rijeke Omble, poznati graditelj Paskoje Miličević je izgradio branu i mlinove.
U Vilinoj špilji više od 120 metara iznad izvora pronađeni su ostatci keramičkih posuda iz 3. i 4. stoljeća pr. Kr. za koje stručnjaci Arheološkog muzeja u Dubrovniku vjeruju da su pripadale Ilirima. Na posudama su pronađeni motivi sova koji se povezuju s boginjom Atenom.

## Naziv
Od 12. stoljeća, ili od 1169. godine, stari Dubrovčani su Omblu nazivali Rijekom. Nekad davno nazivana je imenom Arion, a pretpostavlja se da je današnji naziv Ombla potekao iz rimskih naziva Vimbula ili Umbla te da je ime dobila po vinu.

## Općenito
Ombla je jedna od brojnih rijeka koja izvire kao dio Trebišnjice, rijeke ponornice koja ponire u Popovom polju u dubrovačkom zaleđu.
Tridesetak metara od izvora rijeke Omble nalazi se mali slap visine 70-ak cm nakon kojeg Ombla utječe u Jadransko more u 5 km dugačkom zaljevu Rijeke dubrovačke kod mjesta Komolca, pa se stoga smatra da je njen vodotok dugačak 30 metara i da je Ombla najkraća rijeka na svijetu.
Do nedavno se pogrešno smatralo da je Roe River u saveznoj državi Montani u SAD-u, a čija dužina iznosi od 30 do 60 metara ovisno o godišnjem dobu, najkraća svjetska rijeka, pa je kao takva čak uvrštena u Guinnessovu knjigu rekorda. Međutim, pošto je prosječna količina vode koja izvire na izvoru rijeke Omble 23,9 m³/s, to zadovoljava sve kriterije da Ombla bude proglašena rijekom, pa se stoga smatra, iako još uvijek nije službeno potvrđeno, da je Ombla preuzela titulu najkraće svjetske rijeke.

## Ekologija
Okoliš Omble je tipični estuarij obalnog dijela Hrvatske sa specifičnim biološkim i ekološkim osobitostima. Zaštićeni prostor Omble i Rijeke dubrovačke dio je od dvanaest takvih područja različite kategorije zaštite, koji prema hrvatskom Zakonu o zaštiti prirode zavrjeđuju posebnu zaštitu radi očuvanja biološke i krajobrazne raznolikosti, svoje osjetljivosti ili radi znanstvenog, kulturološkog, estetskog, obrazovnog, gospodarskog ali i drugog javnog interesa.
Ombla se zbog blizine dubrovačkog odlagališta za smeće Grabovica, nalazi na popisu od desetak najugroženijih krških fenomena u Hrvatskoj, iako je Grabovica koja je sanirana 2001. godine jedino hrvatsko odlagalište za smeće s nepropusnim folijama koje zadovoljava najstrože ekološke standarde i kriterije.  

## Životinjske vrste
Zbog svog izrazito kratkog vodotoka u Ombli ne žive prostom oku vidljivi nikakvi slatkovodni životinjski organizmi. Naplavljeno područje uz izvor rijeke stanište je goleme štipavice ((lat.) Belostoma niloticum), jednog od najvećih europskih kukaca.
U Vilinoj špilji iznad izvora rijeke živi nekoliko vrsta šišmiša: Blazijev ili sredozemni potkovnjak (Rhynolophus blasii), južni (Rhinolophus euryale), veliki (Rhinolophus ferrumequinum) i mali potkovnjak (Rhinolophus hipposideros), dugokrili pršnjak (Miniopterus schreibersi), te oštrouhi (Myotis blythii) i riđi šišmiš (Myotis emarginatus), a postoje indicije o postojanju i osme vrste, iznimno rijetkog Meheljeva potkovnjaka (Rhinolophus mehelyi), čija je opstojnost ugrožena najavljenom gradnjom podzemne hidrocentrale čije će turbine pokretati Ombla.
U neposrednoj blizini izvora Omble, malo je naplavljeno močvarno područje i otočić obrastao močvarnom vegetacijom tršćaka, što predstavlja stanište maloj populaciji izrazito rijetke i ugrožene vrste riječne kornjače ((lat.) Mauremys rivulata).

## Vanjske poveznice
Popis 10 najugroženijih hrvatskih krških fenomena  Arhivirana inačica izvorne stranice od 19. rujna 2009. (Wayback Machine)